# Czternasty rząd Izraela
Czternasty rząd Izraela – rząd Izraela, sformowany 17 marca 1969, którego premierem została Golda Meir z Koalicji Pracy. Rząd został powołany przez koalicję mającą większość w Knesecie VI kadencji, po śmierci (26 lutego 1969) dotychczasowego premiera rządu Lewiego Eszkola, i tymczasowym pełnieniu obowiązków przez wicepremiera Jigala Allona. Czternasty rząd funkcjonował do 15 grudnia 1969, kiedy to powstał nowy rząd również pod przywództwem Goldy Meir.